# Taxithelium ramicola
Taxithelium ramicola är en bladmossart som beskrevs av Brotherus 1913. Taxithelium ramicola ingår i släktet Taxithelium och familjen Sematophyllaceae. Inga underarter finns listade i Catalogue of Life.